# E ti prometterò
«E ti prometterò» —en español: «Voy a prometer»— es una canción del cantante estadounidense Josh Groban incluido en su sexto álbum de estudio, titulado All that Echoes, el cual debutó número uno en Billboard 200 en los Estados Unidos, con ventas superiores a 145 000 copias.

## Antecedentes
Groban reveló en su página de Facebook y en su sitio Web oficial que su nuevo álbum de estudio tendría un dúo inédito con Pausini. Posteriormente afirmó que desde que se encontraron por primera vez en los Premios Oslo en el año 2002, Groban quería grabar un dúo con Pausini, pero no se había dado la oportunidad de poder grabarlo. A Groban le informaron que Pausini se encontraba en reposo por su embarazo y aprovechó para enviarle la invitación y Pausini respondió rápidamente con un sí.
Pausini publicó en su página de Facebook lo siguiente:

«El 2013 comienza con una bonita noticia: Laura es la estrella invitada para el nuevo y muy esperado álbum de Josh Groban All that Echoes, que será lanzado en febrero en todo el mundo en el que está contenido el emocionante dueto «E ti prometterò», producido por Rob Cavallo. Laura y Josh se encontraron por primera vez en 2002 cuando se presentaron en el escenario del Premio Nobel de la Paz en Oslo cantando "Imagine" de John Lennon con Carlos Santana, Willie Nelson, Sissel Kyrkjebø , Jessica Lange y Anthony Hopkins.»

Laura Pausini en su Página de Facebook

## Lista de canciones
| Descarga digital |                  |          |  |
| N.º              | Título           | Duración |  |
| 1.               | «E ti Promettró» | 3:56     |  |